# 신적강하
신적강하(臣籍降下)란, 일본에서 왕족이 그 신분을 이탈하여 신적(臣籍), 즉 신하들의 지위로 내려가는 것을 말한다.
일본의 천황과 왕실 종친들은 성씨를 따로 가지지 않기 때문에 왕족으로써 성씨를 가지게 된다는 것은 곧 왕족의 신분이 아니게 된다는 것을 의미했기에, 신적강하를 사성강하(賜姓降下)라고도 하고, 그렇게 해서 왕족의 지위에서 이탈하게 된 이들을 사성황족(賜姓皇族)이라고 한다.
왕족인 여성이 일반인(귀족 또는 평민) 집안으로 시집가는 경우는 신적강가(臣籍降嫁)라고도 하였으며, 결혼과 동시에 왕족으로써의 지위가 소실된다.
일본 제국이 패망하고 일본국 헌법 시행 뒤에는 국민주권주의에 입각한 황적이탈(皇籍離脱)이라는 말이 이용되고 있다.

## 일본국 헌법의 관련 규정
황실전범(皇室典範) 제111조
연령 15년 이상의 내친왕(内親王), 왕(王) 및 여왕(女王)은 그 의사에 따라 황실회의(皇室会議)의 의논에 따라 황족의 신분을 떠난다.
2. 친왕(親王)(황태자 및 황태손을 제외), 내친왕, 왕 및 여왕은 전 항의 경우 외에 부득이한 특별한 사유가 있을 때는 황실회의의 의논에 따라 황족의 신분을 떠난다.
동(同) 제12조
황족 여자는 천황 및 황족 이외의 사람과 혼인할 때에는 황적의 신분을 떠난다.
동 제13조
황족의 신분을 떠난 친왕 또는 왕의 비 그리고 직계 비속 및 그 비(妃)는 다른 황족과 혼인한 여자 및 그 직계 비속을 제외하고, 동시에 황족의 신분을 떠난다. 다만 직계 비속 및 그 비에 대해서는 황실회의의 의논에 따라 황족의 신분을 떠나지 않을 수 있다.
동 제14조
황족 이외의 여자로 친왕비 또는 왕비가 되는 자는 그 남편을 잃었을 때는 그 의사에 따라 황족의 신분을 떠날 수가 있다.
2. 전 항의 사람이 그 남편을 잃었을 때는 같은 항에 의한 경우 외에 부득이한 특별한 사유가 있을 때에는 황실회의의 의논에 따라 황족의 신분을 떠난다.
3. 제1항의 사람이 이혼하였을 때는 황족의 신분을 떠난다.
4. 제1항 및 전항의 규정은 전조의 다른 황족과 혼인한 여자에게 이를 준용한다.

일본 황실회의
또한 일본 황실회의에서의 합의가 필요한 사항 가운데 황적이탈에 관한 사항은 다음과 같다.
- 15세 이상의 내친왕 ・ 왕 ・ 여왕의 그 의사에 따라 황적이탈(황실전범 11조 1항)
- 황태자 ・ 황태손을 제외한 친왕 ・ 내친왕 ・ 왕 ・ 여왕의 그 의사에 관련되지 않은 황적이탈(황실전범 11조 2항)
- 황적이탈하는 친왕 ・ 왕의 직계 비속과 그 비가 특례로써 황족의 신분을 떠나지 않도록 하는 것(황실전범 13조 단서)
- 황족 이외의 여자로 친왕비(親王妃) ・ 왕비(王妃)가 된 자로 남편을 잃은 미망인이 된 자의 그 의사에 관련되지 않은 황적이탈(황실전범 14조 2항)

## 연혁

### 고대
일본에서 율령(律令)이 도입된 뒤 그 율령의 규정에서는 '황친'(皇親)이라는 단어로 황족을 가리키고 있다. 그리고 그 '황친'의 범위를 역대 천황에서 직계 대수(代数)로 규정하고 있으며, 4세(직계 4대 비속, 이하도 같다)까지는 왕(王) 또는 여왕(女王)이라고 부르고, 5세 왕은 황친에는 속하지 않더라도 '왕'이라는 호는 그대로 지닌 채 종5위하(従五位下)의 음위(蔭位)를 받았고, 6세째부터는 왕이라는 호칭도 사용할 수 없게 되었다. 때문에 역대 천황으로부터 부계(남계)로 어느 정도 연이 옅어진 자는 거의 자동적으로, 순차적으로 신적에 들게 되었다.
그러던 것이 헤이안 시대(平安時代) 전기 일본 황실에는 왕자들이 확 늘어나는 상황이 벌어졌다. 규정으로 '왕'의 칭호도 사용하면서 '황친'으로 대우받을 수 있는 4세 이내의 왕족들이 대량으로 발생하게 된 것인데, 그것도 이들 대부분이 왕위 계승의 가능성이 매우 낮은 상태였다. 또한 왕족 가운데는 국가의 후대를 등에 업고 문제를 일으키는 자도 있었다. 이러한 '황친'들에 대해서도 율령의 규정대로라면 일정 소득이 지급되어야만 했고, 그것은 필연적으로 재정 압박의 요인이 되었다.
이에 왕위 계승의 가능성이 없는 황친들에 대해 5세까지 기다릴 것도 없이 신적강하를 시키는 식으로 운용이 시작되었다. 특히 간무 천황(桓武天皇)은 1세 황친 세 명을 포함한 100여 명의 황친에 대해서 성씨를 하사하고 신적강하를 행하였다. 사가 천황(嵯峨天皇)을 비롯해 이후의 천황들도 많은 자녀들을 두었는데, 그 대부분이 1세에서 신적강하되었다.
또한 이 무렵이 되면 왕족이 취임할 수 있는 고위 관직(官職)의 수요도 한정적인 상태가 되었고, 이렇게 되면서 왕족으로써도 안정된 수입(녹봉)을 얻기가 곤란해졌기 때문에(그렇다고 왕족으로써 하급 관직을 맡는 것은 품위 유지의 측면에서도 보기 좋은 상황이 아니었으므로), 차라리 신적강하해서 왕족의 제약을 일찌감치 떨쳐내는 쪽이 '안정'이라는 측면에서는 더 낫다는 판단을 하고 왕족들이 먼저 자진해서 신적강하를 신청하는 경우도 있었다. 하지만 신적강하하여 1, 2대 정도는 상류 귀족으로써 일본 조정에서의 지위를 보증받을 수 있었지만, 실제로는 3대 이후로는 거의 대부분이 몰락하게 되어, 교토를 떠나서 지방으로 낙향해 그대로 현지에 눌러앉아서 호족(豪族), 무사(武士)가 되는 경우가 많았다.
이렇게 신적강하한 옛 왕족들은 새로이 우지(氏) 및 가바네(姓)를 하사받아서 그 자신이 한 집안의 시조가 되는 경우가 많았다. 이를 황친사성(皇親賜姓)이라고 한다. 한편으로 다른 신하 집안의 양자(유자)로 들어가는 형태로 신적강하하는 경우도 있었는데, 이를 황별섭가(皇別摂家)이라고 한다.
한편 신적강하에 즈음하여 그들이 기존에 사용하던 휘(諱)에 대해서는 '왕'이라는 호칭만 떼고 휘 자체는 따로 고치지 않는 것이 통례였는데, 가쓰라기 왕(葛城王)이 다치바나노 모로에(橘諸兄)라는 이름으로 바꾸고, 모치히토 왕(以仁王)이 미나모토노 모치미쓰(源以光) 등으로 바뀌는 사례도 있었다.
사성되는 씨성들에 대하여
일본에서는 예로부터 다양한 우지들이 존재했고 또 생겨났지만, 헤이안 시대에 들어서는 겐지(源氏) 및 헤이시(平氏) 둘 중 하나를 사성하는 것이 상례화된다.
- 겐지(미나모토 씨)는 사가 천황(嵯峨天皇)이 고닌(弘仁) 5년(814년) 자신의 왕자 세 명에게 미나모토 씨를 하사하고 신적강하시킨 데에서 시작된다. 이는 중국의 위서(魏書) 원가전(源賀伝)에 출전을 두고 있는 것이다.
- 헤이시(다이라 씨)는 준나 천황(淳和天皇)이 덴초(天長) 2년(825년)에 간무 천황의 다섯째 왕자 가즈라와라 친왕(葛原親王)의 자녀(2세 왕에 해당)들, 즉 자신의 조카들에게 다이라 씨를 사성한 데에서 시작된다. 이는 간무 천황이 세운 헤이안쿄(平安京), 즉 '다이라노 미야코'에서 유래한 것이다.

가바네는 일본에서 고대(상대)에는 (이름만 전할 뿐 실존 여부는 의심되는) 제9대 가이카 천황(開化天皇) 이후의 황별(皇別) 씨족에게는 기미(公)가 붙여졌다. 그후 야쿠사노 가바네(八色の姓)가 제정되고, 제15대 오진 천황(応神天皇)으로부터 갈라져 나온 가계를 내세운 황별씨족에 대해서는 대부분의 경우 마히토(真人)가, 사정에 따라 그 다음 지위인 아손(朝臣) 또는 스쿠네(宿禰)라는 가바네가 주어졌다. 이후 갈수록 사성되는 우지가 미나모토(源)나 다이라(平)로 고정되고, 가바네도 아손 하나로 고정되게 된다.

### 중세에서 근세까지
이윽고 기존에 천황과의 혈연 관계에 따라 자동적으로 친왕 또는 내친왕의 칭호가 주어지던 것이, 따로 왕위 계승자 후보(친왕)를 인위적으로 선별하여 천황으로부터 그 후보 신분을 부여받는 친왕선하(親王宣下) 제도가 정해지고 거꾸로 친왕선하를 받지 못한 왕자들에 대해서는 신적강하를 행하게 되었다. 이에 의해 당초의 율령의 규정과는 반대로 황적에 남을 것인가 말 것인가가 우선시되고, 그 결과를 친왕 또는 왕의 칭호의 차이로 공인하는 운용이 정착되었다.
인세이 시기 이후에는 문관 귀족인 구게(公家)들 사이에도 가격(家格)의 형성이 추진되고, 이러한 구게들의 가격 질서를 근본부터 뒤흔들 수도 있는 신규 황별섭가 창설이 소극적이게 되면서 그때까지는 신적강하되는 방계 왕자들은 어린 나이에 일찌감치 출가시켜서 법친왕(法親王)으로써 대우하고 대신 그 자손을 남기지 않게 하는 방침을 채택하게 되었다. 나아가 왕위 계승 또는 직계 혈통이 단절될 때를 대비한 세습친왕가(世襲親王家) 상속과 관계가 없는 왕족들은 승려로 출가하는 것이 관례가 되었고, 사성 황족은 거의 나타나지 않게 되었다.
가마쿠라 시대 이후로는 신적강하로 새로이 세워진 집안으로 메이지 시대(明治時代)까지 존속했던 도소케(堂上家)인 히로하타 가(広幡家)밖에 없었다.

### 옛 황실전범
메이지 유신 이후의 동란기에 세습친왕가의 하나였던 후시미노미야 가(伏見宮家)의 구니이에 친왕(邦家親王) 소생의 많은 남성 왕족들이 승려 신분에서 환속하여 새롭게 궁호(宮号)를 받았다. 메이지 시대에 이들 궁가에 대한 정리가 시도되었다.
1882년(메이지 15년) 신정부의 내규취조국(内規取調局)이 작성한 '황족내규'(皇族内規) 초안에는 "1세만 친왕"(一世のみ親王), "4세 왕까지는 황친"(四世王までは皇親), "5세부터 8세는 황친이 아니지만 왕이라는 칭호를 받음"(五世から八世は皇親ではないが王の称号を与える), "9세에는 공작을 하사(=신적강하)"(九世には公爵を下賜)라 하여, 율령 규정을 확대하는 형태로 세수를 토대로 하는 신적강하를 행한다는 방침을 정하였다.
그러나 1889년(메이지 22년) 성립된 옛 황실전범(旧皇室典範)에서는 "4세까지는 친왕"(四世までは親王), "5세 이후는 영구히 왕"(五世以降は永世にわたって王)이라 하여, 신적강하는 영구히 행해지지 않는다는 영세황족제(永世皇族制)가 정해졌다. 일본 추밀원(枢密院)에서 행한 심의에서 옛 구게 출신인 산조 사네토미(三条実美) 나이다이진(内大臣)은 "장래 왕족의 수가 너무 늘어나 경비를 마련하지 못하여 체면을 더럽힐까 저어된다"(将来皇族の数が増えすぎて、経費を賄えずに体面を汚す恐れがある)고 반대하였지만, 원안 기초자였던 이노우에 고와시(井上毅)는 "신적강하는 고제에 규정이 없었다"(臣籍降下は古制に規定がなかった)라고 반론하여 최종적으로는 원안대로 가결되었다. 이에 의해 후시미노미야 계통의 신규 궁가도 자손에 계승시키게 되었고, 궁가의 수는 늘어났다.
일본의 옛 황실전범이 영세황족제를 취하게 된 이유에 대해서는 당시 메이지 천황이 아들을 많이 두지 못해(대부분 유년기에 요절했다) 유일하게 요절하지 않고 살아남은 요시히토 친왕(嘉仁親王)이 병약했기 때문에 만에 하나의 경우를 대비할 필요가 있었기 때문이었다. 그나마도 에도 시대는 세습친왕가의 적자 이외의 남성들은 승려로 출가하여 자손을 남기지 못했기 때문에 남계 근친의 수가 극히 적었으며, 8세 이내의 궁가는 아리스가와노미야(有栖川宮)밖에 없어서(당시 당주인 데루히토 친왕은 다섯 살이었다) 남계로는 천황가와 촌수가 까마득히 먼 후시미노미야 계통의 새로운 궁가(구니이에 친왕의 아들이 열다섯 살이었다)도 존속을 인정받을 수 있었다.
한편으로 여성 왕족이 남성 신하와 혼인하는 경우도 기존에는 왕족의 신분을 그대로 보존할 수 있도록 하는 것이 통례였지만, 옛 황실전범에서는 이를 고쳐서 "신적에 있는 사람"(臣籍にある者)와 혼인한 경우(옛 황실전범 제44조) "천황 및 황족 이외의 사람"(天皇及び皇族以外の者)과 혼인한 경우(제12조) 모두 상관없이 황적이탈시키는 것으로 결정하였다. 다만 옛 황실전범에서는 혼인 상대는 황족(皇族) ・ 화족(華族) 그리고 왕공족(王公族)으로 한정시켜(옛 황실전범 제39조, 황실전범증보) 내친왕, 여왕의 지위를 보존할 수 있는 예외를 남겨 두었다(옛 황실전범 제44조).

### 1947년의 11개 궁가에 대한 신적강하
1945년(쇼와 20년) 제2차 세계 대전(第二次世界大戦)에서 일본 제국은 패망했고, 한국과 대만을 비롯한 거의 모든 식민지를 잃은 채 연합군의 점령지 신세가 되었다. GHQ의 점령지 정책에 따라 대다수의 일본 왕족들은 신적강하를 피할 수 없었다.
우선 패전 직후부터 일부 왕족들은 패전의 책임을 진다는 명분으로 자진하여 황적 반환을 신청하였으며, 특히 패전 직후 일본 제국의 수상으로써 일시 정치를 맡았던 히가시쿠니노미야 나루히코 왕(東久邇宮稔彦王)은 수상 사임 직후인 10월 12일, 궁중개혁(宮中改革)의 일환으로 방계 궁가는 신적으로 내려와서 한 사람의 국민으로써 국가에 출사하여야 한다라는 지론을 공표하였다. 그러나 이 의견에 대해서는 일본 황실 내부에서도 궁가의 감소 및 소멸이 "왕위의 안정적인 계승에 지장을 가져올 것이라"(皇位の安定的継承に支障をきたす, 미카사노미야 다카히토 친왕, 11월 16일)고 하는 등의 반대 의견이 나왔으며, 히가시쿠니노미야는 자신의 지론을 철회했고, 왕족들이 자진해서 신적강하를 신청하는 일은 없었다. 또한 쇼와 천황(昭和天皇)도 연합국이 허락하는 한 자신은 모든 황친들과 행동을 같이 할 결의라며, 연합국으로부터 신적강하 제의가 있다고 해도 합당한 이유가 없는 한은 칙허하지 않을 생각이었다고 한다.
그러나 일본의 점령 행정을 맡고 있던 GHQ는 일본 왕실측이 '궁가는 천황의 직계 왕통이 소멸될 때를 대비해 존재하고 있다'고 내세우는 주장에 대해서 "(궁가는) 천황이 될 가능성이 매우 낮은 자들"이라며 그러한 자들까지 왕족으로써 우대하여 일본 국민의 세금을 지출하고 있는 현상을 문제시하였다. 1946년 5월경 가토 스스무(加藤進) 궁내청 차장(宮内庁次長)은 GHQ와의 의견 교환으로 이 방침을 전해 받고, 당시 14개 궁가 가운데 천황의 오토노미야(弟宮) 즉 친동생인 지치부(秩父) ・ 다카마쓰(高松) ・ 미카사(三笠) 이렇게 세 궁가를 제외하고 나머지 후시미노미야(伏見宮) 계통의 11개 궁가를 모두 왕족으로써 우대하기는 곤란하다는 결론에 도달하였으며, 쇼와 천황과 황후, 나아가 황태후(皇太后)에게까지 아뢰어, 내약(内諾)을 얻었다. 그 직후인 5월 21일에 「皇族の財産上その他の特権廃止に関する総司令部覚書」(SCAPIN1298A)가 발령되었고, 14개 궁가에 대한 세비 지출은 5월분을 끝으로 중단한다고 통고하였다. 또한 면세 특권도 사라지는 등 일본 왕실은 경제적인 면에서 곤경에 처하게 되었다.
5월 28일과 31일, 일본 황족정보간담회(皇族情報懇談会)에서 가토 차장으로부터 관련 안건에 대해서 황족에 대해 설명하는 설명회가 있었는데, 황족들 사이에서는 황실의 중대사를 가토 차장이 독단으로 결정하고 사후 보고한다는 것이 말이 되느냐며 반발하는 의견을 보였다. 또한 신적강하에 대해서도 "국가 존망의 때에 우리 황족도 황족으로서 무엇인가 봉공할 수 있는 길이 있지 않은가(国家存亡の際、われわれ皇族には皇族として何か御奉公すべき途があるのではないか)"(다케다노미야 쓰네요시 왕, 7월 2일 황족친목회에서 발언) 등 신적강하에 부정적인 의견이 많았다.
8월 15일 GHQ의 찰스 루이스 케이데스 민정국(民政局) 차장은 "그들을 빈궁한 상황에 빠뜨릴 생각은 없다"라고 했는데, 케이데스가 말한 '그들'이란 세 궁가만을 가리킨 것이었다고 해석되고 있다. 11월 2일 케이데스 차장은 "신적강하시키는 것에 대해서 딱히 반대하고 있는 것은 아니다"라고 선을 긋는 듯한 발언을 하는 등 어디까지나 일본측이 자발적으로 실행하는 형태로 이들 궁가에 대한 신적강하를 단행하도록 유도하고 있었다.
이러한 정세 속에서 내정황족(内廷皇族) 및 세 궁가를 지키는 것을 우선으로 하여 11개 궁가를 신적강하시키는 것이 결정되었다. 11월 29일에 쇼와 천황으로부터 11개 궁가에 대해 일일이 "인정상 차마 할 수 없는 일이나, 직궁 3가를 남기고, 일동에 대한 신적강하를 결의하고자 한다"(情においては誠に忍びないが、直宮三家を残し、一同は臣籍降下を決意されたい)라는 말이 전달되었다.
이 신적강하는 기존의 천황을 끼고 국가를 운영해 온 일본의 기득권 세력에 있어서는 국가 주권(国家主権)의 상실로 여겨졌다. 동시에 왕실 재정의 압박, 나아가 천황 왕통의 단절 및 소멸이라는 왕실로써는 최악의 사태와도 직면하게 되는 시책이었음에도, 황적을 보존한 남성 가운데 당시 어린 나이였던 아키히토 친왕(明仁親王)과 마사히토 친왕(正仁親王), 다카히토 친왕(崇仁親王)에게서 새로운 왕자들이 태어나는 것으로 왕위 계승이 이어질 수 있는 가능성도 당시에는 남아 있었다. 입법 사실의 확인 위에 일본 정부도 11개 궁가의 신적강하에 찬성 의사를 보였고 이듬해인 1947년 10월 13일 일본 황실회의에서의 의결을 거쳐 14일에 11개 궁가 51명에 대한 신적강하가 이루어졌다.
이때 신적강하된 11개 궁가 및 그 자손은 옛 황족(旧皇族)이라 불리며, 현대 일본 사회에서도 역대의 신적강하를 행한 이들 가운데서도 가장 특별시되는 것이 일반적이다. 쇼와 천황은 신적강하를 행하는 시점에서 이미 "종래의 연고라고 하는 것은 앞으로도 크게 달라질 것은 없기 때문에 장래 더욱더 서로 친하게 교제를 시도하는 것이 저의 염원입니다"(従来の縁故と云ふものは今後に於いても何等変わるところはないのであって将来愈々お互いに親しく御交際を致し度いと云うのが私の念願であります)라고 하여 신적강하 이후에도 이제까지와 같은 교제를 행할 생각이라고 하였다. 또한 신적강하 전에 궁내청 문서 「조만간 신적이 강하하는 궁가에 대한 강하 후의 궁중에서의 취급 방침」(近く臣籍降下する宮家に対する降下後の宮中における取扱方針)이 작성되어 그 대우가 공문서로 정해졌다. 친목단체로써의 국영친목회(菊栄親睦会)가 새로이 조직되고, 원유회(園遊会)나 새로운 천황의 즉위식에서도 그 서차가 일본 수상보다도 상위에 놓이는 등 현대에 이르기까지 왕족에 준하는 존재로 행세하고 있다.
이후 일본 왕실 안에서 발생한 왕위 계승 문제에 있어서, 현행 황실전범을 개정하여 '여성 천황'을 인정하고 나루히토의 고명딸인 아이코 내친왕을 나루히토의 뒤를 이어 일본의 천황으로 세우자는 주장 외에도 이들 옛 황족들을 황적에 복귀시켜서 왕위를 잇게 하자는 주장도 제기되었으며, 우익 일각에서 지지를 얻고 있다.

## 황적 복귀
한번 신적강하한 뒤에는 황적에 복귀할 수 없다는 것이 원칙이지만, 왕위 계승에 문제가 생기는 경우 등 예외적인 상황에서는 황적에 복귀하는 경우도 비교적 많이 찾아볼 수 있다. 또한 신적강하한 뒤에 태어난 아이가 그 부모가 황적으로 복귀할 때에도 동시에 새로이 황적을 부여받는 사례도 있다. 일본 역사에서는 고코 천황이 후사가 없자 앞서 신적강하한 왕자 가운데 한 명이었던 미나모토노 사다미(源定省)가 황적에 복귀하여 친왕선하와 태자 책봉을 거쳐 고코 천황의 뒤를 이어 우다 천황으로 즉위하였다.

### 내용주
1. ↑  애초에 게이운(慶雲) 3년(706년) 2월의 격(格)으로 변경이 있었다
2. ↑  이복동생(고닌 천황의 왕자)인 히로네 모로카쓰(広根諸勝)와, 간무 천황 자신의 아들인 나가오카노 오카나리(長岡岡成) ・ 나가미네노 야스요(良岑安世) 등이다. 이들은 모두 생모의 신분도 낮았고, 왕위 계승 가능성도 없었다.
3. ↑  옛 황실전범 제정 당시 친왕의 나이는 열 살이었다.
4. ↑  옛 대한 제국의 황족들은 경술국치(1910년)로 대한제국이 멸망한 뒤에 왕공족이라는 이름으로 일본 제국의 지배 체제에 편입되어 이왕가라 불렸으며, 왕공족은 황족과 화족 사이의 계층으로 대우받았다.
5. ↑  그 뒤 마쓰다이라 야스마사(松平康昌) 궁내대신(宮内大臣)을 통해 전달된 11개 궁가의 신적강하 건와 관련한 천황의 요망을 GHQ의 장관 더글러스 맥아더의 '호의적 배려'로써 1년간의 연장(유보)하는 것이 인정되었다.[6]
6. ↑  후시미노미야 계통의 일본 왕족의 신적강하를 의논한 일본 중신회의(重臣会議) 석상에서 스즈키 간타로(鈴木貫太郎)가 "황통이 단절되기라도 하면 어쩔 건가"(皇統が絶えることになったらどうであろうか)라고 질문하였을 때 가토 차장은 "옛 황족 가운데 사회적으로 존경받는 사람이 있고 그를 국민이 인정한다면 그 사람이 황위에 어떨까 싶습니다."(かつての皇族の中に社会的に尊敬される人がおり、それを国民が認めるならその人が皇位についてはどうでしょうか)라고 발언하였다. 이는 옛 황족들의 장래 황적 복귀를 시사하는 것으로 해석되고 있다.[13][14] 실제로는 왕위 계승 문제가 일본 국회에서 논의되게 되었을 때, 일본 정부는 앞에서 말한 신적강하에 이르는 입법 사실의 확인(쇼와 천황 및 제궁의 직계만으로 안정적인 잠계 계승이 가능하다고 보았던)이 성립하지 못하게 되자, 신적강하한 11개 궁가의 자손이 황적에 복귀하는 일은 있을 수 없다고 답변하고 있다.[11]
7. ↑  다만 천황의 아들이 없다는 조건에서 친왕, 내친왕이 된다는 율령법의 원칙이 '친왕선하' 개념이 도입된 시점에서 붕괴된 결과, 천황의 아들의 신분은 그 당시의 천황의 판단에 의해 이동이 있을 수 있게 되어 (신분과 신체의 분리), 신적강하와 마찬가지로 황적복귀도 가능하다고 해석된다는 견해도 있다.[15]